# Basilica Nosso Senhor do Bonfim

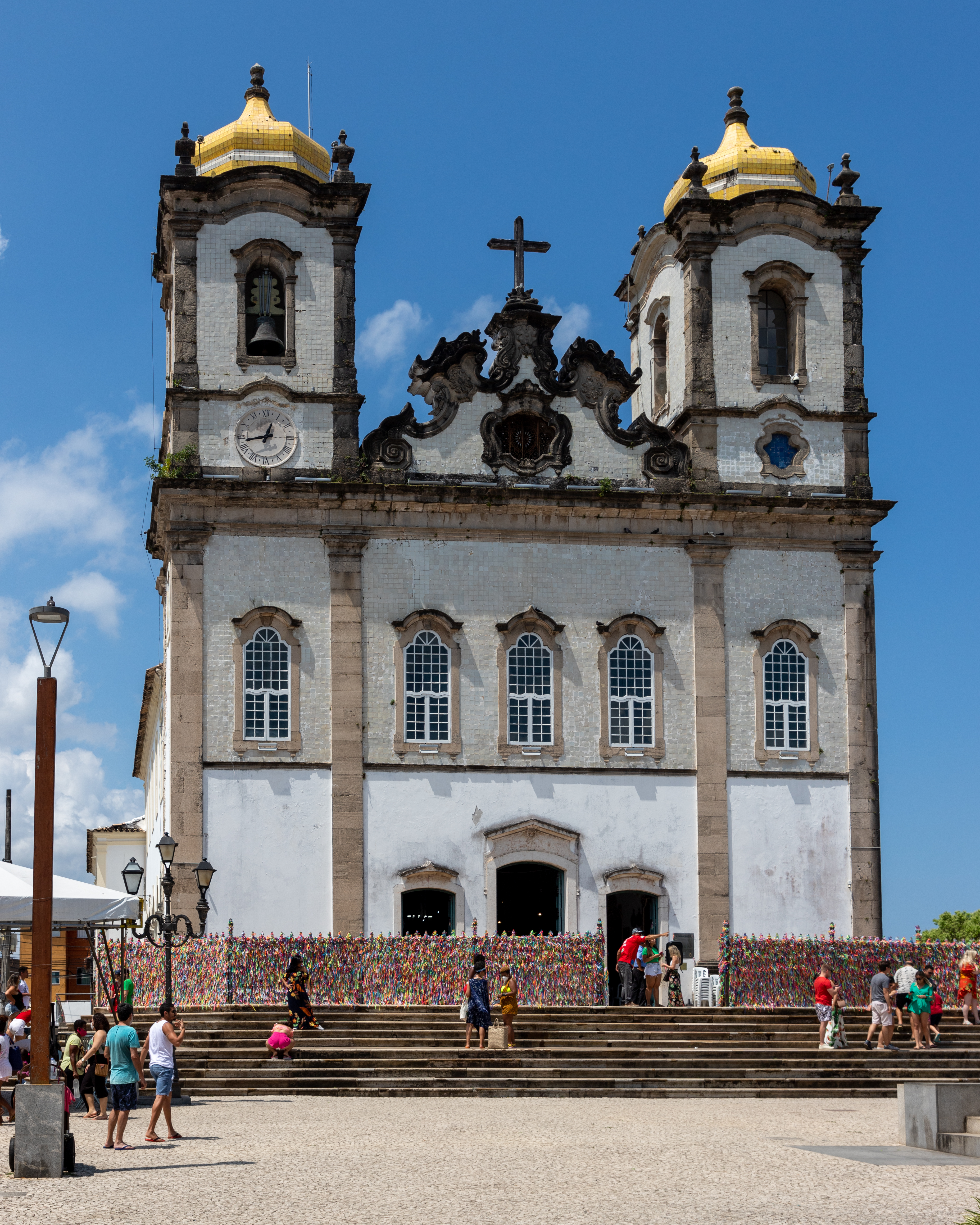
Fassade

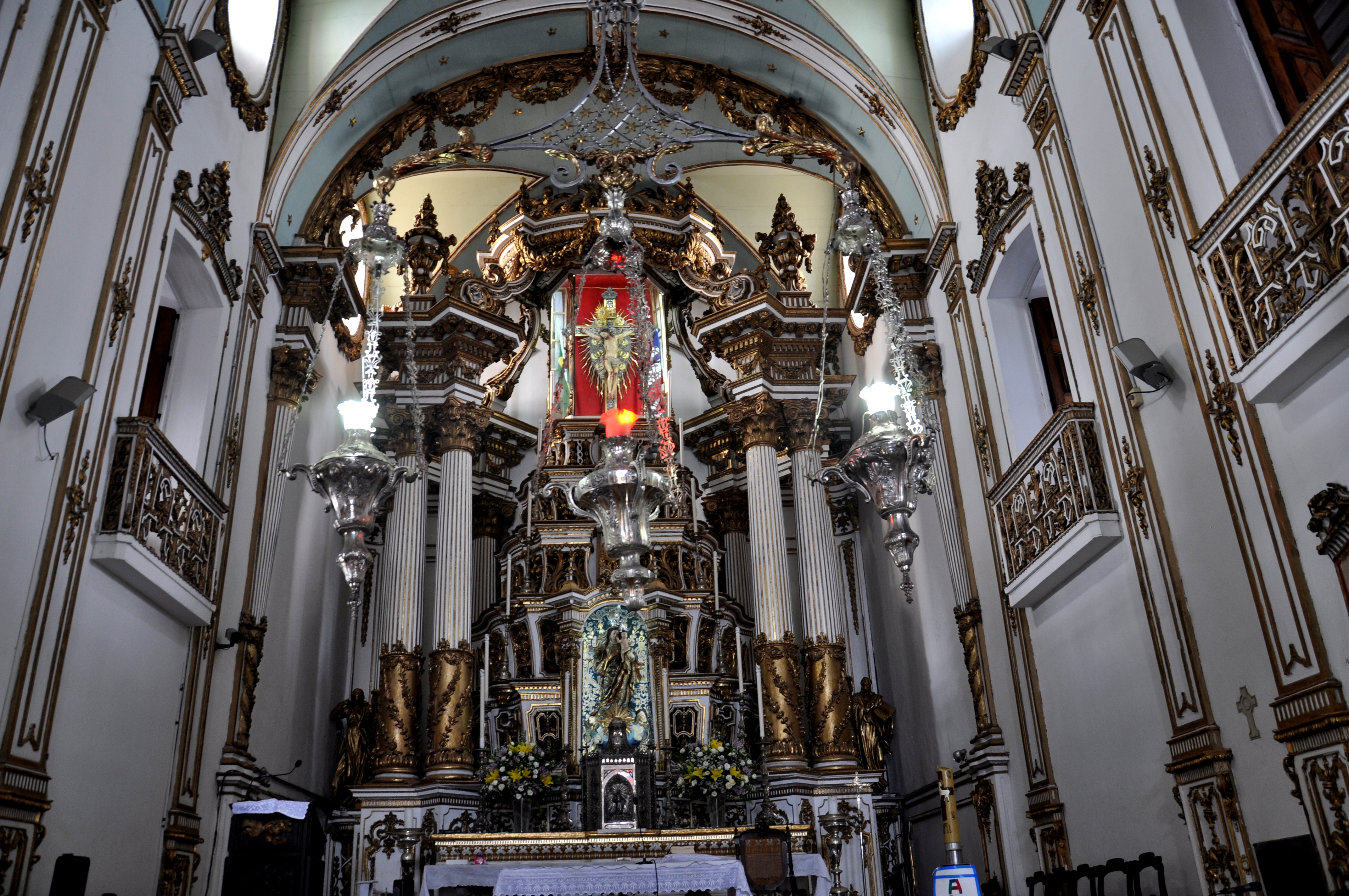
Innenraum; über dem Hochaltar vor einer roten Draperie der Crucifixus Senhor do Bonfim

Die Basilika Nosso Senhor do Bonfim (deutsch Unser Herr vom guten Tod) ist eine der bedeutendsten römisch-katholischen Kirchen in Salvador im brasilianischen Bundesstaat Bahia. Die Kirche des Erzbistums São Salvador da Bahia wurde im 18. Jahrhundert auf einem Hügel auf der Halbinsel Itapagipe in der Unterstadt von Salvador erbaut. Hier findet jedes Jahr im Januar die berühmte Feier Festa do Senhor do Bonfim statt. Sie zählt zum Nationalen historischen Erbe Brasiliens und gehört als Teil des historischen Zentrums von Salvador zum Weltkulturerbe der UNESCO. Der Crucifixus Senhor do Bonfim ist in Bahia ein hochverehrtes Gnadenbild.

## Geschichte
1740 brachte Kapitän Teodósio Rodrigues de Faria aus dem portugiesischen Setúbal die Statue Jesus do Bonfim nach Salvador, für die die Kirche Senhor Bom Jesus do Bonfim zwischen 1746 und 1754 durch die religiöse Bruderschaft Bonfim errichtet wurde. Die Türme wurden um 1772 fertiggestellt. Im 19. Jahrhundert errichtete die Bonfim-Bruderschaft auf dem Platz vor der Kirche Häuser zur Unterbringung der Pilger. Papst Pius XI. erhob die Kirche 1927 in den Rang einer Basilica minor. Die Kirche wurde 1938 vom Instituto do Patrimônio Histórico e Artístico Nacional in die Liste des Nationalen historischen Erbes Brasiliens aufgenommen. 1985 wurde die Altstadt von Salvador zum UNESCO-Weltkulturerbe erklärt, zu der auch die Basilika gehört.

## Architektur
Die Architektur im klassizistischen Stil folgt dem Modell der portugiesischen Kirchen des 18. und 19. Jahrhunderts mit wunderschönen Fresken und Fliesen. Die einschiffige Kirche wurde aus Ziegelsteinen errichtet. Die ebene Fassade der Kirche besteht aus einem zentralen Körper, der von zwei Glockentürmen flankiert wird. Die Fenster und die aufwendigen Voluten des Giebels wurden später in Anlehnung an den Rokoko-Stil gestaltet. Die unteren Teile der Fassade waren 1873 mit portugiesischen Azulejo-Kacheln bedeckt. Die Türme wurden Ende des 19. Jahrhunderts mit Zwiebelhauben abgeschlossen.

## Ausstattung

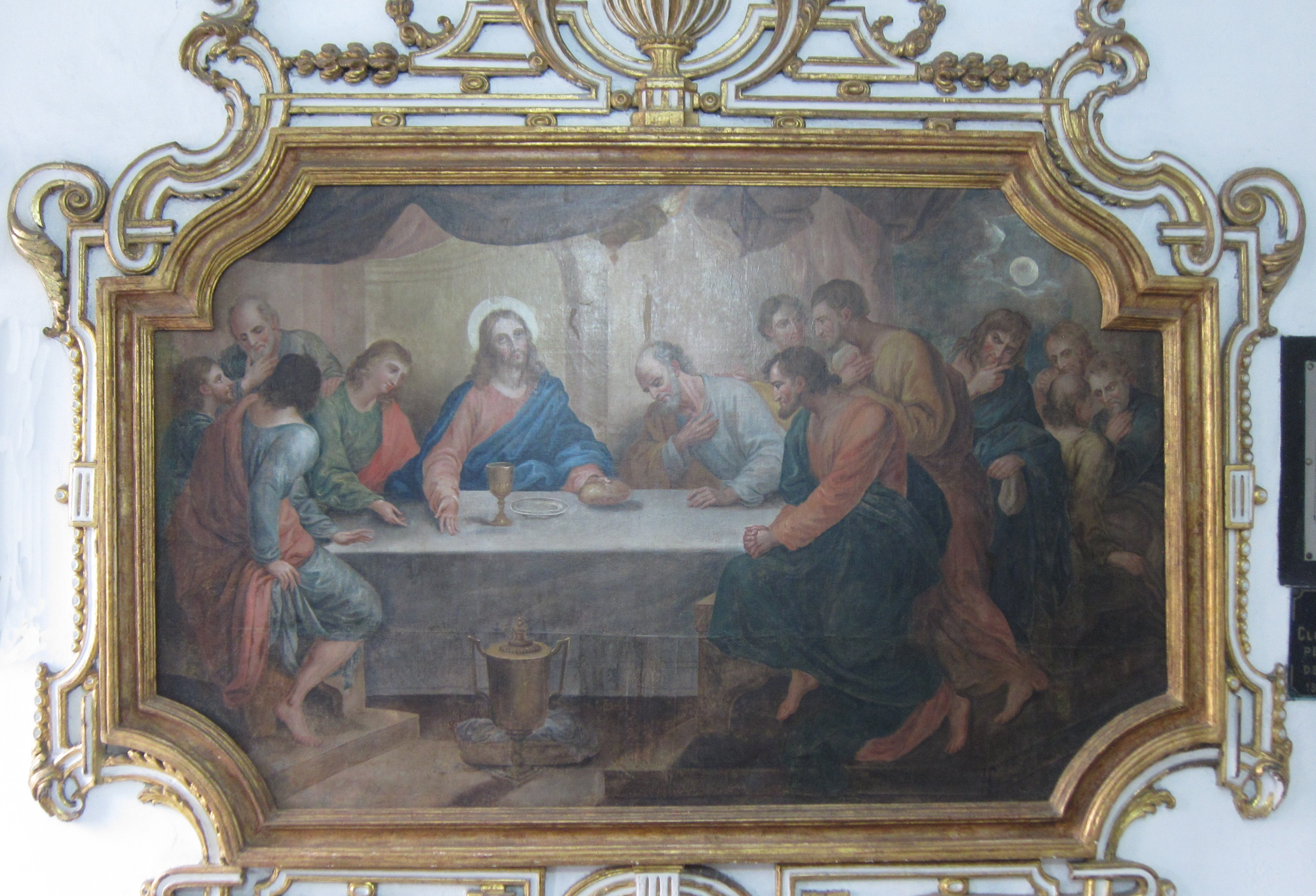
Gemälde von José Teófilo de Jesus

Die Innenausstattung der Kirche wurde im 19. Jahrhundert fertiggestellt. Der klassizistische Hauptaltar, der die Form eines Baldachins mit einer von Voluten gehaltenen Kuppel hat, wurde zwischen 1813 und 1814 vom Bildhauer Antônio Joaquim dos Santos geschnitzt. Die Seitenwände des Kirchenschiffes sind mit mehreren Altarbildern verziert. Zwischen 1816 und 1817 schnitzte Antônio de Santa Rosa die Decke des Chores, seine Tribünen, den Chorbogen und zwei Seitenaltäre. Ein besonderes Merkmal der Kirche ist die Holzdecke, die der Bahia-Künstler Franco Velasco zwischen 1818 und 1820 gemalt hat. Darin zeigen die Menschen, dass sie dem Herrn von Bonfim für das Überleben eines Schiffbruchs danken. In der Sakristei, im Kirchenschiff und in anderen Räumen der Kirche sind in den 1830er Jahren Gemälde des bekannten Malers José Teófilo de Jesus aus Bahia zu sehen.

## Feierlichkeiten

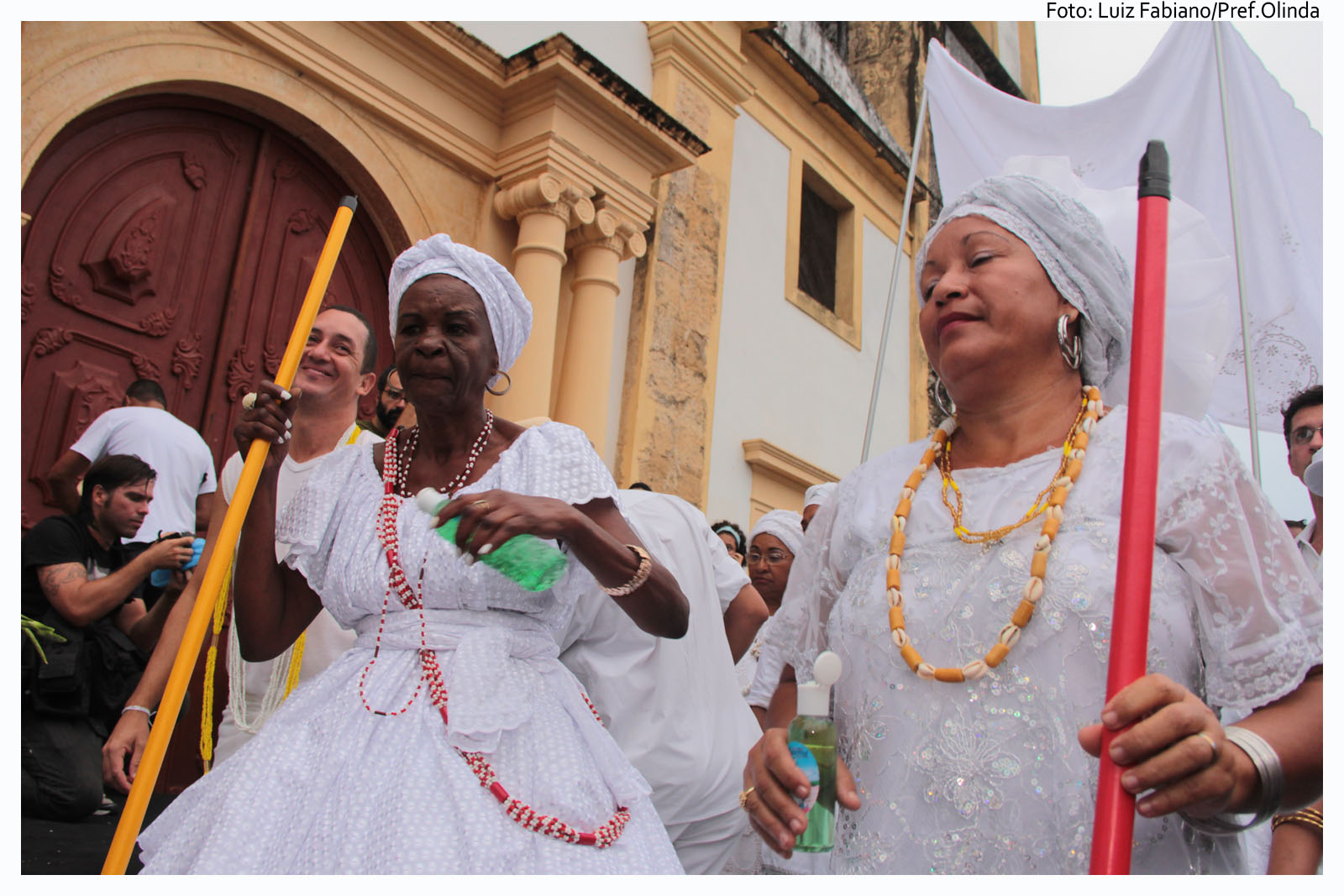
Reinigung der Kirchentreppe durch die Bahianas mit den Águas de Oxalá

Die Festa do Bonfim ist eine der wichtigsten jährlichen Volksfeste in Salvador, die am zweiten Donnerstag nach dem Dreikönigstag beginnt und zehn Tage dauert. Das Fest stammt aus dem späten 18. Jahrhundert. An diesem Donnerstag versammeln sich die Gläubigen vor der Kirche Conceição da Praia in der Innenstadt von Salvador, darunter eine große Gruppe sogenannter Bahianas, das heißt Frauen in traditioneller weißer Tracht mit Turban und langem, rundem Rock. Nach der Messe nehmen die Gläubigen an einer Prozession teil, die die Kirche von Conceição da Praia verlässt und nach einem acht Kilometer langen Kurs den Hügel der Bonfim-Kirche erreicht. Oben angekommen, reinigen die Bahianas die Stufen und den Platz vor der Kirche mit aromatisiertem Wasser, tanzen und singen Gesänge in der Yoruba-Sprache. Das Waschritual wird Lavagem do Bonfim („Waschung von Bonfim“) genannt und zieht eine Vielzahl von Gläubigen sowie Touristen an. Das Fest bildet eine synkretistische Verbindung vom katholischen Ursprung zur Candomblé-Religion, in der Unser Herr von Bonfim mit Oxalá, dem Vater der Orishas und Schöpfer der Menschheit, in Verbindung gebracht wird. Die katholische Kirche hatte nach Ende des Katholizismus als Staatsreligion das Waschen der Kirchenstufen wiederholt verboten.
Im Bereich der Kirche werden baumwollene Armbänder mit dem Ausdruck Lembrança do Senhor do Bonfim da Bahia als Andenken und Amulett verkauft, die auch zu zehntausenden an den schmiedeeisernen Zäunen vor der Kirche flattern.